# أيبورلانج خونجي
أيبورلانج خونجي (9 ديسمبر 1987 - ) هو لاعب كرة قدم هندي في مركز الدفاع. شارك مع منتخب الهند تحت 20 سنة لكرة القدم ومنتخب الهند لكرة القدم. أما مع النوادي، فقد لعب مع مومباي سيتي ونادي إيست بنغال ونادي موهون باغان ونورث إيست يونايتد وShillong Lajong FC ‏.

## روابط خارجية
- أيبورلانج خونجي على موقع Soccerway.com (الإنجليزية)